# Carex appressa
Carex appressa är en halvgräsart som beskrevs av Robert Brown. Carex appressa ingår i släktet starrar, och familjen halvgräs.

## Underarter
Arten delas in i följande underarter:
- C. a. appressa
- C. a. virgata

## Bildgalleri

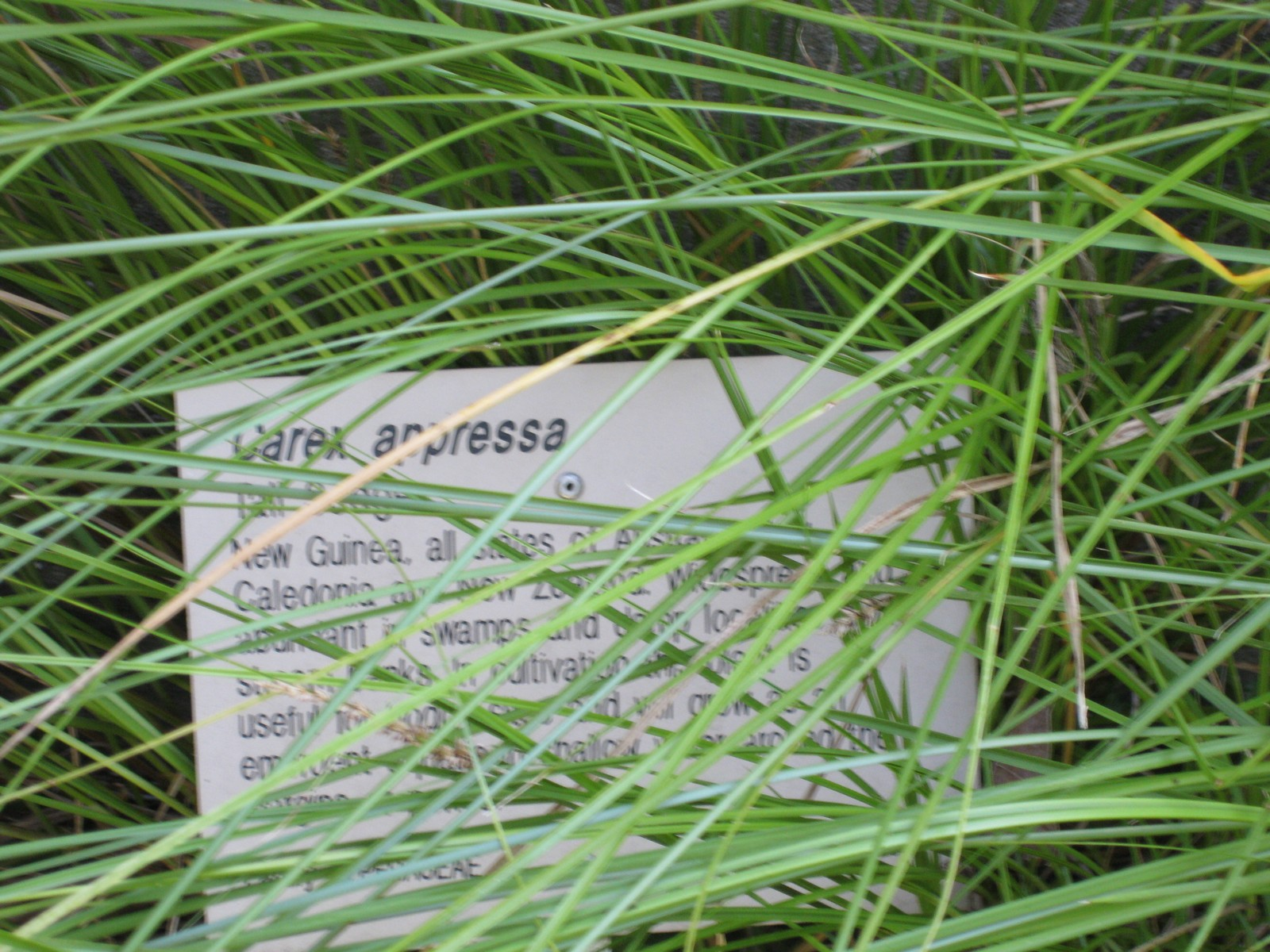